# 英雄たちの朝
英雄たちの朝　ファージング I （えいゆうたちのあさ　ファージング わん）は、作家ジョー・ウォルトンの2006年の小説で、第二次世界大戦で英国がナチス・ドイツと講和した後の世界を描いた歴史改変SF小説3部作(Small Change trilogy、ファージング三部作 - 『英雄たちの朝』、『暗殺のハムレット』、『バッキンガムの光芒』-)の第1作である。

## 背景
ナチス・ドイツはソビエト連邦と独ソ不可侵条約を締結し、アメリカ合衆国は孤立主義を深め、ポーランド、フランス、ベルギー、オランダ、デンマークは既にナチス・ドイツの支配下に入っていた世界状況下で、英国は大陸のダンケルクの戦いで大敗を喫し、フランスの降伏後はフランスの基地に進出してきたドイツ空軍からの攻撃を被ることとなり、ドイツ軍の英国本土上陸も間近かと思われていた。1941年5月10日にナチス・ドイツの副総統ルドルフ・ヘスが航空機で英国を訪問し、講和の交渉にやってきた(ここまでは史実)。
ウィンストン・チャーチルは抗戦論を唱えていたが、「ファージング・セット」と呼ばれる一部の政治家、軍人、大資本家、貴族で構成される政治派閥はこれに応える道を選択した。ファージング・セットの一員であり、ヘス問題を担当した外務省スポークスマンのジェイムズ・サーキーは、ヘスと共にベルリンへ赴き、和平交渉をまとめ上げた結果、英独間の戦争は終わった。この単独講和の成立によりファージング・セットの政治的立場は強固なものとなっていった。
それから8年、イギリスは平和を享受し、ドイツと親密な友好関係にあり、海外植民地のほとんどを保つ。ヨーロッパ大陸のほとんどを支配するドイツはユダヤ人をほぼ絶滅させ、イギリスでもユダヤ人に対する迫害は強まる一方である。その一方で、中国で戦いを続ける日本はアジア地域で「東亜共栄圏」を築き、ヨーロッパには参戦せず、太平洋だけで戦ってきたアメリカ合衆国に接近を図っていた。

## 構成
ルーシー・カーンの視点から一人称で描かれた章と、カーマイケルの視点から三人称で描かれた章が交互に設けられる。なお、ファージング三部作はいずれも同様の構成を取り、ルーシー・カーンの代わりとなる別のヒロインの視点から一人称で描かれた章と、カーマイケルの視点から三人称で描かれた章が交互に設けられる。

## あらすじ
1949年5月、選挙の直前、政治派閥「ファージング・セット」の中心的存在の貴族院議員チャールズ・エヴァズリーの邸宅で催されていたパーティに出席していた下院議員で現職の教育大臣ジェイムズ・サーキーが何者かに殺される。死因は絞殺と思われたが死後に短剣が布片と共に胸に突き立てられ、その周辺には口紅が塗りたくられている。布片にはダビデの星が刺繍されており、それは大陸のドイツの占領地域でユダヤ人が着用を義務付けられているものである。
スコットランドヤードからピーター・カーマイケル警部補が捜査に派遣される。ナチス・ドイツとの講和の立役者であるサーキーを殺す動機をユダヤ人が持つことに疑問はなかったが、現場に残されたあからさまな証拠物件にカーマイケルは疑問を抱く。すると関係者が邸内に留め置かれ順番に事情聴取が行われている間に領地内で乗馬をしていたエヴァズリー父娘が狙撃される。エヴァズリー卿がウサギ狩り用に所持していたショットガンで応戦し犯人はその場で射殺されるが、今度の犯人は共産党の党員証を所持している。多くの証拠がエヴァズリーの娘ルーシーの夫でユダヤ人のデヴィッド・カーンがサーキー殺害犯であることを示す。被害者およびその妻の不倫、関係者の男色などが判明し、カーマイケルは捜査に苦心する。選挙ではファージング・セットが同情票を集めて勝利し、マーク・ノーマンビーが首相となり、ファージング・セットが政治権力を強化する。マークはユダヤ人に対する統制を強める。カーマイケルはジェイムズの妻アンジェラやマークらが殺害に関与したと確信し、密かにルーシーとデヴィッドを逃がす。だが上司に弱みを握られて屈服し、真犯人については口を閉ざす。

## 登場人物
ルーシー・カーン
エヴァズリー家の長女
デイヴィッド・カーン
ユダヤ人の銀行家、ルーシーの夫
チャールズ・エヴァズリー
貴族院議員、ルーシーの父
マーガレット・エヴァズリー
ルーシーの母
ジェイムズ・サーキー
下院議員、教育大臣
アンジェラ・サーキー
ジェイムズの妻
マーク・ノーマンビー
下院議員、外務大臣
ダフネ・ノーマンビー
マークの妻、アンジェラの姉
ピーター・カーマイケル
スコットランドヤードの警部補